# Rolex

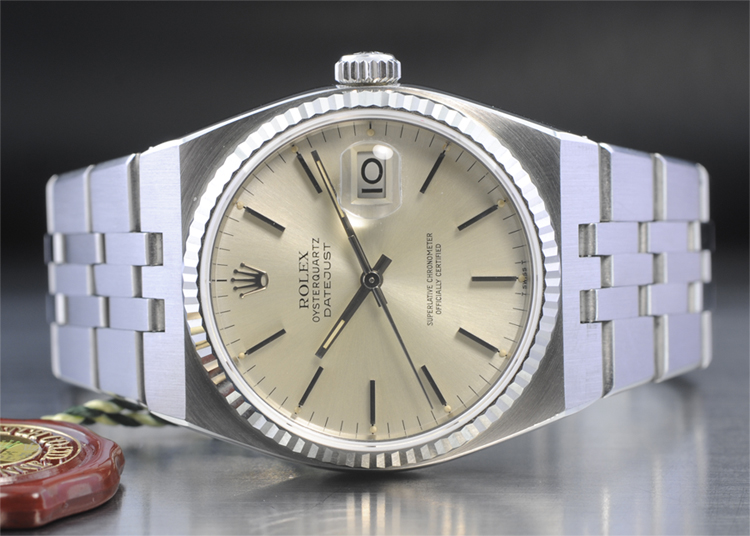
Rolex Datejust Oysterquartz

Rolex SA – szwajcarskie przedsiębiorstwo zajmujące się produkcją zegarków, założone w 1905 roku. Jego właścicielem jest Hans Wilsdorf Foundation, rodzinna fundacja założyciela firmy. W tej chwili jest największym producentem ekskluzywnych zegarków na świecie z rocznymi obrotami sięgającymi 3 mld USD. Rolex jest znany na całym świecie, między innymi ze swej precyzji oraz prestiżu, lecz również wygórowanej ceny ich produktów, sięgającej nawet setek tysięcy dolarów.

## Historia
Firma została założona w 1905 roku przez Hansa Wilsdorfa i jego szwagra Alfreda Davisa. Wbrew powszechnej opinii Hans Wilsdorf nie był ani Szwajcarem, ani zegarmistrzem. Założyciele nazwali na początku firmę Wilsdorf & Davis i nie produkowali swoich mechanizmów. Importowali do Wielkiej Brytanii szwajcarskie mechanizmy Hermanna Aeglera i wkładali je do dobrze wykonanych kopert również zrobionych przez inne fabryki. Wyroby te dostarczali początkowo jako podwykonawcy do wielu angielskich jubilerów, którzy firmowali je swoim nazwiskiem, a jedynym znakiem była inskrypcja wewnątrz mechanizmu z literami W&D. Dopiero w 1908 roku Hans Wilsdorf i Michael Hickman zarejestrowali znak towarowy „Rolex” w La Chaux-de-Fonds w Szwajcarii.
W 1912 przenieśli siedzibę z Wielkiej Brytanii do Szwajcarii, co znacząco podniosło cenę ich produktów. W 1915 roku zarejestrowali firmę Rolex, która po kilku niewielkich zmianach oficjalnie przyjęła nazwę Rolex SA, obowiązującą do dziś.

## Rozwiązania

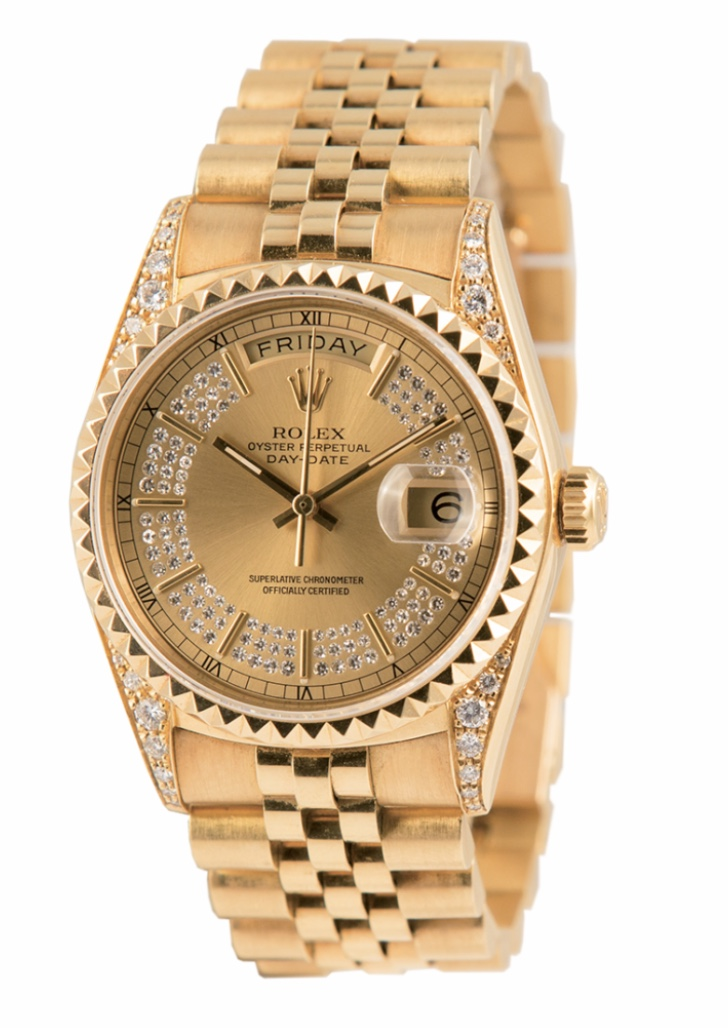
Rolex Day Date

Na przestrzeni lat firma wprowadziła wiele innowacyjnych rozwiązań, takich jak wodoszczelna koperta, data na cyferblacie, dwie strefy czasowe pokazywane w tym samym momencie, jak również to, że zegarek Rolexa, jako pierwszy na świecie zegarek na rękę, dostał tytuł Chronometru od szwajcarskiej COSC, co potwierdzało jego niesamowitą dokładność. W 1931 r. firma jako druga na świecie wprowadziła zegarek mechaniczny z automatycznym naciągiem. W 1960 roku Rolex skonstruował zegarek mechaniczny, który został umieszczony na zewnątrz batyskafu Trieste i wraz z nim zszedł ponad 11 km poniżej poziomu morza na dno głębi Challengera, gdzie przetrwał ekstremalne ciśnienie 110 MPa i po wynurzeniu działał bez zmian. Drugi Rolex Oyster był na ręce kapitana batyskafu Jacques’a Piccarda. W 1973 r. firma wprowadziła na rynek model Oysterquartz, posiadający mechanizm 5035/5055, który do dziś jest uznawany za jeden z najlepszych mechanizmów kwarcowych na świecie.